# 瑟罗库尔
瑟罗库尔（法語：Serocourt，法語發音：[səʁɔkuʁ] ⓘ）是法国大東部大區孚日省的一个市镇，属于讷沙托区。

## 地理
瑟罗库尔（48°5'42"N, 5°53'40"E）面积11.05 平方千米，位于法国大東部大區孚日省，该省份为法国东北部内陆省份，北起默兹省和默尔特-摩泽尔省，西接上马恩省，南至上索恩省和贝尔福地区省，东临上莱茵省和下莱茵省。
与瑟罗库尔接壤的市镇（或旧市镇、城区）包括：布勒尔维尔、栋布罗勒塞克、弗兰、马雷、马蒂尼莱班、蒂涅库尔。

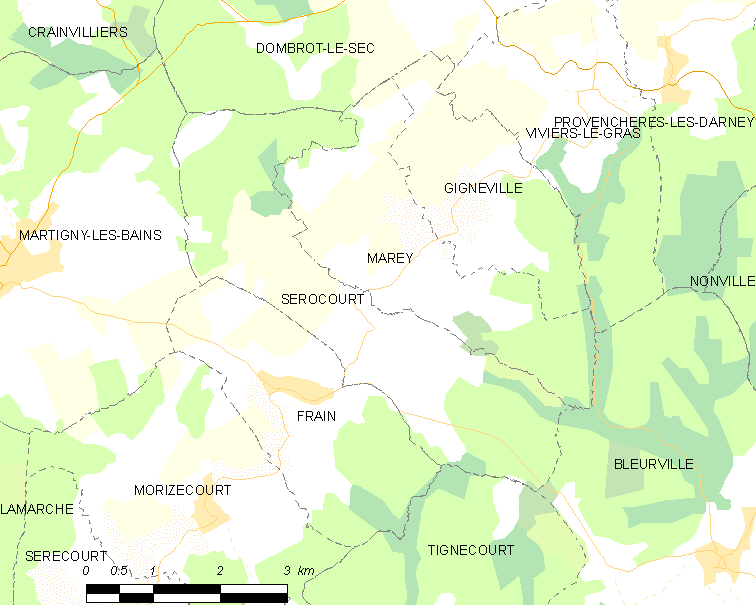
瑟罗库尔的OSM定位图

瑟罗库尔的时区为UTC+01:00、UTC+02:00（夏令时）。

## 行政
瑟罗库尔的邮政编码为88320，INSEE市镇编码为88456。

## 政治
瑟罗库尔所属的省级选区为达尔内县。

## 人口

1962-2008年间瑟罗库尔人口变化图示

瑟罗库尔于2022年1月1日时的人口数量为83人。